# Casper Øyvann
Casper Øyvann, né le 7 décembre 1999 à Bodø en Norvège, est un footballeur norvégien qui évolue au poste de défenseur central au Molde FK.

## Biographie

### Débuts professionnels
Né à Bodø en Norvège, Casper Øyvann est formé par le club de sa ville natale, le FK Bodø/Glimt. Il joue son premier match en professionnel le 19 avril 2018, lors d'un match de coupe de Norvège face au Melbo IL. Il est titularisé et son équipe s'impose par quatre buts à un. Le 28 juin 2018, Øyvann signe son premier contrat professionnel avec son club formateur.
En février 2020 Casper Øyvann rejoint le Tromsdalen UIL. Il joue son premier match pour ce club le 10 juillet 2020, lors de la première journée de la saison 2020, face à l'Alta IF. Il est titularisé et son équipe s'incline par un but à zéro.

### Tromsø IL
Le 17 février 2021, Casper Øyvann s'engage en faveur du Tromsø IL. 
Il joue son premier match sous ses nouvelles couleurs le 9 mai 2021, lors de la première journée de la saison 2021 d'Eliteserien contre son club formateur, le FK Bodø/Glimt. C'est donc sa première apparition dans l'élite du football norvégien. Il entre en jeu à la place de Jostein Gundersen lors de cette rencontre perdue par son équipe sur le score de trois buts à zéro. Gagnant la confiance de son entraîneur Gaute Helstrup (en), Øyvann s'impose dans l'équipe à partir du mois d'août 2021 et le 15 novembre de la même année il prolonge son contrat avec le Tromsø IL.

### Molde FK
Le 23 août 2023, Casper Øyvann rejoint le Molde FK. Il signe un contrat courant jusqu'en décembre 2026 et vient notamment renforcer le secteur défensif après les départs de Birk Risa et de Sheriff Sinyan (en),.